# Mikluszowice (gmina)
Mikluszowice – dawna gmina wiejska istniejąca w latach 1947–1954 w woj. krakowskim (dzisiejsze woj. małopolskie). Siedzibą władz gminy były Mikluszowice.
Gmina Mikluszowice została utworzona w dniu 19 lutego 1947 roku w powiecie bocheńskim w woj. krakowskim, z części obszaru gminy Bogucice. Według stanu z dnia 1 lipca 1952 roku gmina Mikluszowice składała się z 5 gromad: Baczków, Dziewin, Gawłówek, Mikluszowice i Wyżyce.
Gmina została zniesiona 29 września 1954 roku wraz z reformą wprowadzającą gromady w miejsce gmin. Jednostki nie przywrócono 1 stycznia 1973 roku po reaktywowaniu gmin.
Nie mylić z gminą Mikuszowice.